# Зисельсон, Александр Давидович
Алекса́ндр Дави́дович Зисельсо́н (род. 24 июля 1941, Москва) — советский и израильский педиатр, доктор медицинских наук, профессор кафедры педиатрической клинической фармакологии Ленинградского педиатрического медицинского института. Основоположник службы детской аллергологии Ленинграда; Главный внештатный детский аллерголог Главного управления здравоохранения Ленгорисполкома. Один из ведущих аллергологов Израиля, руководитель специализированной аллергологической клиники Тель-Авива (Страховая медицинская компания Маккаби).

## Биография
Хотя родители Александра Зисельсона и были коренными ленинградцами, родился он Москве, через месяц после начала Великой Отечественной войны. Во время эвакуации, по пути в Ульяновск там проездом оказалась его мать Мирра Наумовна Сыркина — студентка Восточного факультета Ленинградского университета.
К этому времени отец Давид Львович Зисельсон (1918 г.р.) был уже мобилизован на оборонные работы. В феврале 1942 года, военкомат направил его в Архангельск на курсы младших офицеров, с окончанием которых младший лейтенант Зисельсон получил назначение командиром сапёрного взвода 164 отдельного сапёрного батальона 52-й стрелковой дивизии. Участвовал в боях на Курской дуге, отличился при обороне на реке Ингулец и при форсировании Днестра, где был тяжело ранен.
После госпиталя, так и не восстановившись, летом 1944 года лейтенант Зисельсон был уволен с военной службы и вернулся в Ленинград, куда к этому времени из эвакуации возвратилась и его семья.
В памяти трёхлетнего Александра навсегда запечатлелась картина его первой прогулки с отцом по Невскому проспекту, только начинающего отходить от блокады Ленинграда:

«… Отец в гимнастёрке с двумя орденами и медалью. Я тогда уже знал их по картинкам — Орден Отечественной Войны I степени и Орден Красной звезды. С другой стороны (наверное не знал ещё точно „право и лево“) — Медаль „За Отвагу“. Со слов папы — самой главной была медаль. Ею награждались только воевавшие на передовой».
В 1945 году с фронта пришёл и младший брат мамы — Лев Сыркин, которого Александр всегда воспринимал как старшего брата.
В 1948 году Александр был определён в мужскую школу № 200 Дзержинского района, но вскоре, оказался в школе № 198. В 1958 году с серебряной медалью он окончил уже находившуюся поблизости 193 школу им. Н. К. Крупской (бывшая частная женская гимназия княгини А. А. Оболенской — М. А. Мещерской). Эта школа в Басковом переулке особенно славилась своим педагогическим составом и богатыми традициям. В течение многих лет здесь преподавала словесность бабушка Александра — Полина Яковлевна Сыркина.
По собственному признанию Зисельсона, на выбор медицинского, причём именно педиатрического института повлияли с одной стороны пожелания родителей, а с другой — тот факт, что здесь национальность абитуриента практически не имела значения. О своём выборе он в последующем никогда не пожалел.
Уже на младших курсах под влиянием близкого друга и однокурсника, будущего профессора-фармаколога Вильяма Анатольевича Гуселя А. Д. Зисельсон увлёкся исследовательской работой. В рамках студенческого научного общества при кафедре фармакологии он занимался изучением влияния кортикостероидных гормонов на развитие экспериментальных опухолей у мышей. За три года работы на кафедре под руководством ученицы академика В. М. Карасика и будущей его преемницы И. В. Марковой, Зисельсон усвоил главное — методологию экспериментальной исследовательской работы в медицине, что позже ему очень пригодилось. На старших курсах у Зисельсона появилась тяга к клинической работе, и после окончания в 1964 году института он был принят в клиническую ординатуру при кафедре пропедевтики детских болезней.

### Трудный путь в науку
В те годы кафедрой пропедевтики детских болезней руководил её основоположник профессор Аркадий Борисович Воловик. Ведущий в СССР детский кардиоревматолог, в научных планах кафедры он традиционно отдавал предпочтение кардиоревматологической тематике. В середине 60-х годов, в содружестве с академиком Владимиром Ильичом Иоффе, который руководил отделом иммунологии НИИ экспериментальной медицины АМН СССР, А. Б. Воловик дал старт глубокому изучению иммунопатологии ревматизма. В рамках целой серии диссертационных работ, проводимых на кафедре под руководством В. И. Иоффе и А. Б. Воловика, начал своё исследование посвященное изучению роли антистрептококковых антител в поражении сердца у детей с ревматизмом, и Зисельсон.
Работа была рассчитана на длительный период, а обучение в клинической ординатуре ограничивалось всего двумя годами. А. Б. Воловик планировал, что с окончанием ординатуры Александр Давидович продолжит работу на кафедре. Он даже добился для него ставки старшего лаборанта. В условиях жёсткого распределения выпускников вузов, в том числе и окончивших клиническую ординатуру, решение зависело от начальника отдела кадров Главного управления здравоохранения Ленгорисполкома. Все усилия именитого профессора оказались напрасными, и вопреки данному обещанию, Зисельсон был направлен на должность педиатра в Колпинскую детскую поликлинику. При этом впервые, хотя и не в последний раз Александру Давидовичу откровенно и цинично дали понять истинную причину отказа.
Спустя год по рекомендации академика В. И. Иоффе академик А. А. Смородинцев предложил Зисельсону занять должность старшего научного сотрудника иммунологической лаборатории только что организованного НИИ гриппа. Ситуация годичной давности повторилась. Пообещав заслуженному академику положительно решить вопрос, кадровая служба Главного управления здравоохранения вновь отказалась отпустить А. Д. Зисельсона.
Отработав в колпинской поликлинике положенные 2 года, в 1968 году Зисельсон получил предложение возглавить клиническую группу лаборатории лауреата Государственной премии СССР Е. М. Брумберга при Государственном оптическом институте. Лаборатория должна была заниматься изучением клеточных ультраструктур в онкологии. И вновь последовал отказ. В конце концов, с большими трудностями лабораторию все же удалось организовать, но только при НИИ физиологии имени И. П. Павлова. Территориально она располагалась в стенах НИИ акушерства и гинекологии им. Д. О. Отта, где в течение двух лет Александр Давидович трудился младшим научным сотрудником. Одновременно он настойчиво набирал клинический опыт, работая врачом скорой медицинской помощи.
В 1970 году Зисельсон прошёл по конкурсу на должность ассистента кафедры пропедевтики детских болезней ЛПМИ. Он успел уволиться из лаборатории и даже провёл первое занятие со студентами. Неожиданно от нового заведующего кафедрой доцента Игоря Михайловича Воронцова пришло известие, что партком КПСС института не утвердил его кандидатуру. Оказалось, что в условиях необъявленного государственного антисемитизма партия могла легко и без каких-либо последствий нарушить трудовое законодательство.
На новом витке противостояния с реалиями советской действительности Зисельсону пришлось устроиться врачом-педиатром в Детскую бассейновую больницу. Вскоре он на много месяцев уехал в длительную командировку в Карелию, где приобрёл неоценимый клинический опыт. В 1971 году А. Д. Зисельсон вновь принял участие в конкурсе на должность ассистента кафедры пропедевтики детских болезней ЛПМИ. На этот раз партком не решился возразить, и Александр Давидович был зачислен в штат института.
К этому времени Зисельсон уже год, как закончил своё диссертационное исследование, над которым не переставал трудиться в отделе академика В. И. Иоффе. Главным его наставником и помощником оказался сотрудник отдела Юрий Наумович Зубжицкий. Свою диссертацию Зисельсон назвал: «Материалы к изучению антител, реагирующих с сердечной тканью, у детей, больных ревматизмом: (Клинико-иммунологическое исследование)». Из-за бюрократических проволочек защита состоялась только в 1973 году.

### Кафедра пропедевтики детских болезней
Преемник профессора А. Б. Воловика доцент И. М. Воронцов решил существенно расширить диапазон лечебной и научной работы кафедры. Одним из новых направлений, которое к тому времени ещё не получило развития в СССР, он выбрал детскую аллергологию. Возглавить это направление на кафедре И. М. Воронцов поручил А. Д. Зисельсону.
Начало было положено В 1974 году, когда в Детской городской больнице № 2 им. Н. К. Крупской при деятельном участии Александра Давидовича было организовано первое в Ленинграде аллергологическое отделение во главе с опытным педиатром Ириной Михайловной Персовой. Вместе с отделением был открыт и Детский городской консультационно-методический центр (заведующая — Мария Ароновна Орлова). Научное руководство Отделением и Центром было возложено на Зисельсона.
С этого момента обследование, лечение и диспансерное сопровождение аллергологических больных и прежде всего пациентов с бронхиальной астмой приняли системный характер. В 1976 году в связи с открытием в Ленинграде Детской городской больница № 1 вся аллергологическая служба была переведена в это учреждение, с которым отныне была связана вся дальнейшая судьба Зисельсона до его отъезда из страны.
Появление нового направления в педиатрии вскоре сделало необходимым создать при Главном управлении здравоохранения Ленгорисполкома должность главного внештатного детского аллерголога. Эти обязанности были возложены на Зисельсона, который получил возможность организовать систему оказания аллергологической помощи детям уже в масштабах мегаполиса.
В эти годы по проекту Зисельсона были образованы межрайонные детские аллергологические кабинеты. Совместно с главным детским реаниматологом Э. К. Цыбулькиным они создали специализированные детские аллергологические бригады «Скорой медицинской помощи». В 1982 году на базе Детского санатория Кезево (главный врач Андрей Георгиевич Кунин) по инициативе Зисельсона открылось отделение для этапного лечения детей с бронхиальной астмой. Это позволило в два раза увеличить пропускную способность аллергологического отделения в ДГБ № 1. Впервые в СССР в санаторных условиях стало проводиться аллергенспецифическая иммунотерапия (специфическая гипосенсибилизация).
В 1979 году по инициативе профессора И. М. Воронцова на кафедре пропедевтики в был организован цикл повышения квалификации врачей по вопросам детской аллергологии. Учебно-методическое пособие для этого курса при участии И. М. Воронцова было подготовлено Зисельсоном и издано в том же году. Постепенно аллергологическое отделение ДГБ № 1 наряду с аллергологическими отделениями Москвы (НИИ Педиатрии и Детской хирургии МЗ РСФСР, НИИ Педиатрии АМН СССР) стало центром подготовки детских врачей-аллергологов.

### Кафедра педиатрической клинической фармакологии
В 1983 году в связи с организацией в ЛПМИ под руководством профессора-фармаколога В. А. Гуселя первой в СССР кафедры педиатрической клинической фармакологии, должность доцента-клинициста была предложена А. Д. Зисельсону. Так, спустя более чем 20 лет Александр Давидович вновь вернулся к фармакологии, но теперь уже с позиции практикующего врача.
Сложности организационного периода в жизни новой кафедры, разместившейся в стенах ДГБ № 1, были связаны, прежде всего, с отсутствием какого-либо опыта преподавания этой дисциплины в стране. Под руководством В. А. Гуселя и А. Д. Зисельсона сотрудники кафедры разработали первые в СССР Методические пособия по преподаванию клинической фармакологии на педиатрическом факультете. С 1985 года, помимо преподавания клинической фармакологии студентам-субординаторам, кафедра начала преподавание этой дисциплины в рамках факультета повышению квалификации врачей-педиатров и преподавателей медицинских вузов.
Этот наиболее сложный период в жизни новой кафедры совпал для Зисельсона с завершением докторской диссертации, в которой он на материале многолетних клинических исследований проанализировал педиатрические аспекты течения бронхиальной астмы. Защита диссертации «Гетерогенность бронхиальной астмы у детей» состоялась в 1986 году, и в том же году Зисельсону было присвоено учёное звание профессора.
Смена акцентов в педагогической деятельности Зисельсона не отразилась на его работе в качестве главного аллерголога Ленинграда, но неизбежно скорректировала направленность его научных интересов. Новым и важнейшим аспектом в них оказалась клиническая фармакология аллергических заболеваний у детей.
Казалось, что после всех злоключений начала врачебной деятельности Зисельсона, ему, в конце концов, удалось достичь профессионального успеха и заслуженного авторитета. Тем не менее именно в этот момент он принял решение начать все сначала — теперь уже в другой стране. В 1991 году Зисельсон покинул Советский Союз и выехал в Израиль. Возможно, свою роль сыграл уход из жизни его главных учителей — профессора А. Б. Воловика и академика В. И. Иоффе, на протяжении многих лет служивших для него ориентиром не только профессиональным, но и нравственным.

### Работа в Израиле
После стажировки в детском и аллергологическом отделениях госпиталя Ихилов (Тель-Авив) и подтверждения всех своих советских дипломов: профессора кафедры клинической фармакологии, специалиста по детским болезням и специалиста по аллергологии и клинической иммунологии Александр Давидович с 1993 года работает педиатром и консультантом-аллергологом — руководителем специализированной аллергологической клиники Тель-Авива (Страховая медицинская компания Маккаби). Он принадлежит к числу наиболее востребованных специалистов своего профиля в стране, ставшей его второй родиной.

## Семья
- Жена: Ирина Александровна Вознесенская (1941 г.р.) — филолог;
  - Дочь: Анна Александровна Вознесенская (1966 г.р.) — филолог, Генеральный директор образовательной компании «IQ — Consultancy»[13];
- Жена: Людмила Рафаиловна Маламед (1938 г.р) — инженер;
- Жена: Любовь Ошеровна Урес (1955 г.р.) — филолог-преподаватель (Израиль);
  - Сын Марк Александрович Зисельсон (1981 г.р.) — кинооператор (Израиль);
  - Сын Давид Александрович Зисельсон (1988 г.р.) — актёр театра «Гешер» и дубляжа (Израиль).

## Вклад в педиатрию
- Будучи на протяжении более чем 15-и лет Главным (внештатным) детским аллергологом Ленинграда, в Советском Союзе Зисельсон оказался пионером, в организации стройной педиатрической аллергологической службы крупного города. Она включала в себя сеть межрайонных аллергологических кабинетов при детских поликлиниках, два городских амбулаторных центра при ДГБ № 1 и ДГБ № 2, детские стационарные отделения в тех же больницах, иммунологическую лабораторию, специализированные аллергологические бригады «скорой медицинской помощи», детский специализированный санаторий.
- Совместно с профессором В. А. Гуселем Зисельсон стоит у истоков организации первой в стране кафедры педиатрической клинической фармакологии. При его непосредственном участии было подготовлены и выпущено первое Учебно-методическое пособие по преподаванию клинической фармакологии на педиатрическом факультете.
- В содружестве с профессором И. М. Воронцовым Александр Давидович впервые разработал методологию преподавания детской аллергологии для студентов, а также педиатров в рамках цикла усовершенствования врачей, что стало предпосылкой для организации в 1999 году на базе кафедры педиатрической клинической фармакологии СПбГПМА кафедры аллергологии и клинической фармакологии ФП и ДПО[14].
- Впервые, вместе с профессором И. М. Воронцовым он обосновал гетерогенность природы бронхиальной астмы у детей. Ввел это понятие в медицинскую практику.
- Александром Давидовичем разработаны упрощённые и вместе с тем эффективные методы аллергенспецифической иммунотерапии (специфической гипосенсибилизации) у детей с атопической формой бронхиальной астмы.
- На протяжении многих лет А. Д. Зисельсон являлся научным руководителем Студенческого научного общества Ленинградского педиатрического медицинского института. Вместе с тем, под руководством Александра Давидовича или при его непосредственном участии проведена целая серия диссертационных исследований. Среди его учеников можно назвать:
  - ДМН, профессора, заведующего кафедрой аллергологии и клинической фармакологии ФПК и ПП СПбГПМУ Дмитрия Сергеевича Коростовцева;

- доцента той же кафедры, КМН, главного внештатного детского аллерголога Комитета по здравоохранению Санкт-Петербурга Ирину Вадимовну Макарову;
- заведующую аллергологическим отделением Детской городской больницы № 1 Санкт-Петербурга Людмилу Григорьевну Валетову;
- ДМН, профессора кафедры реанимации и неотложной педиатрии ФПК и ПП СПбГМУ Севира Николаевича Незабудкина;
- ДМН, профессора зам. директора по научной работе Архангельского Арктического федерального университет имени М. В. Ломоносова Татьяну Витальевну Волокитину;
- ДМН, профессора кафедры фармакологии и клинической фармакологии Ивановской государственной медицинской академии Ольгу Алексеевну Громову;
- КМН, врача клинико-диагностической лаборатории Санкт-Петербургского детского консультативно-диагностического центра Татьяну Николаевну Котову;
- КМН Артемия Вячеславовича Баландина;
- ассистента профессора Медицинского центра в Детройте при Мичеганском детском госпитале (США), доктора медицины Лану Лейтес;
- ассистента профессора, специалиста-аллерголога и клинического иммунолога Медицинского центра Бостонского университета (США), доктора философии и медицины Бориса Бальсона.

## Научные труды
Зисельсон является автором и соавтором 6 монографий и более 140 печатных работ в научных медицинских изданиях. Имеет 1 авторское свидетельство. Ниже приводится небольшая часть его публикаций:
- Ломкин А. Н., Зисельсон А. Д., Зубжицкий Ю. Н. Реакция связывания комлемента с коллагеновым антигеном у больных с различными формами Красной волчанки. — Вестник дерматологии и венерологии, 1967 № 11. — 38-42 с.
- Зисельсон А. Д., Зубжицкий Ю. Н., Юрьев В. В. Диагностическое значение имюмунолюминесцентного теста для выявления противосердечных антител при ревматизме. — 1970 № 3. — 38-41 с.
- Юрьев В. В., Зисельсон А. Д. Некоторые итоги изучения аутоиммунного процесса при ревматизме у детей. ЛПМИ, 19 юбилейная научная сессия профессоров и преподавателей. Тезисы. — 1969 № 3. — 64-65 с.
- Зисельсон А. Д. Антисердечные антитела у детей с ревматизмом. В сб. «Ревматизм и заболевания сердца у детей» / под ред. проф. А.Б.Воловика. — 1973. — 82-87 с.
- Зисельсон А. Д. Материалы к изучению антител, реагирующих с сердечной тканью, у детей, больных ревматизмом (клинико-иммунологическое исследование) / Автореферат диссертации на соискание учёной степени кандидата медицинских наук. — 1970. — 22 с.
- Зисельсон А. Д. Роль адренэргического дисбаланса в патогенезе бронхиальной астмы. Обзор литературы. — Вопросы охраны материнства и детства, 1976 № 3. — 62-65 с.
- Зисельсон А. Д., Персова И. М., Соколова И. Б. Специфическая иммунотерапия бронхиальной астмы у детей. В сб. «Вопросы иммунофизиологии и иммунопатологии детского возраста» / под ред. проф. И. М. Воронцова. — 1976. — 99-103 с.
- Зисельсон А. Д., Воронцов И. М., Маталыгина О. А. Аллергия к коровьему молоку. Обзор литературы. — Вопросы охраны материнства и детства, 1977 № 9. — 32-35 с.
- Воронцов И. М., Зисельсон А. Д., Маталыгина О. А. Этапы становления сенсибилизации у детей с атопией. — Вопросы охраны материнства и детства, 1978 № 2. — 3-8 с.
- Зисельсон А. Д. Аллергические заболевания у детей (Учебно-методическое пособие) / под ред. проф. И. М. Воронцова. — Л.: ЛПМИ, 1979. — 72 с.
- Зисельсон А. Д. Аллергические заболевания. / Справочник по детской диететике под ред. проф. И. М. Воронцова, проф. А. В. Мазурина. — Л.: Медицина, 1980. — 342-352 с.
- Зисельсон А. Д. Специфическая гипосенсибилизирующая терапия неинфекционно-аллергических заболеваний в детском возрасте (методические рекомендации для врачей). — Л.: ЛПМИ, 1981. — 16 с.
- Зисельсон А. Д. Поллиноз у детей. — Химия и жизнь, 1983 № 5. — 25-28 с.
- Волокитина Т. В., Зисельсон А. Д. Применение ингаляций гистамина в лечении бронхиальной астмы у детей. — Педиатрия, '1983 № 9'. — 47-49 с.
- Зисельсон А. Д. Диспансерное наблюдение в поликлинике. / под ред. К. Ф. Ширяевой. — Л.: Медицина, 1984. — 129-163 с.
- Гусель В. А., Зисельсон А. Д., Коренев П. Б., Лапис Г. А., Ротледер А. М. Методические разработки к практическим занятиям-семинарам по клинической фармакологии на педиатрическом факультете. — Л.: ЛПМИ, 1985. — 87 с.
- Зисельсон А. Д., Коростовцев Д. С. Бронхиальная астма у детей (Учебно-методическое пособие). — Л., 1986. — 68 с.
- Исаева Л. А., Воронцов И. М., Зисельсон А. Д. Атопический диатез и респираторные инфекции у детей. — Советская Медицина, 1988 № 7. — 69-73 с.
- Зисельсон А. Д. Поллиноз у детей. — М., 1989. — 160 с.
- Зисельсон А. Д. Лапис Г. А., Ротледер А. М., Коренев П. Б. Клиническая фармакология на педиатрическом факультете (Учебно-методическое пособие) / под ред. проф. В. А. Гуселя. — Л.: ЛПМИ, 1989. — 94 с.
- Зисельсон А. Д., Исаев Д. Н. Психосоматическое отношения при аллергических заболеваниях / в кн. Психосоматическая медицина детского возраста. — М., 1996. — 199-134 с.
- Гусель В. А., Маркова И. В. Справочник педиатра по клинической фармакологии. / под ред. проф. А. Д. Зисельсона. — М., 1989. — 320 с.
- Гусель В. А., Зисельсон А. Д., Смирнов В. П. Терапевтический мониторинг в контроле за теофиллинотерапией у детей с хронической бронхиальной астмой. — Педиатрия, 1990 № 7. — 52-54 с.
- Zisselson A., Gusel V., Gromova O. Chronobiologische und chronopharmacologishe Aspekte des kindlichen Asthma bronchiale. — Sozialpediatrie in der Pediatrie, 1993 № 9. — 522-527 с.
- Zisselson A.D. Prognosis of  children”s atopic bronchial asthma / Allergie@Immunologie. Interasma. — Prague, 1989 № 5. — 18 с.
- Ziselson A., Gussel V., Smirnoff D. Peculiarities of amynofillin dosage for maintenance therapy in children with chronic asthma. / Allergie@Immunologie. Interasma. — Prague, 1989 № 5. — 49 с.

## Приложения
1. 1 2  Юрий Наумович Зубжицкий. Дата обращения: 4 марта 2016. Архивировано 7 марта 2016 года.
2. 1 2  Юрий Наумович Зубжицкий. Дата обращения: 4 марта 2016. Архивировано 7 марта 2016 года.
3. ↑  Наградной лист № 1 Зисельсона Д. Л. Дата обращения: 4 марта 2016. Архивировано из оригинала 25 июля 2012 года.
4. ↑  Наградной лист № 2 Зисельсона Д. Л. Дата обращения: 4 марта 2016. Архивировано из оригинала 25 июля 2012 года.
5. ↑  Наградной лист № 3 Зисельсона Д. Л. Дата обращения: 4 марта 2016. Архивировано из оригинала 25 июля 2012 года.
6. ↑  Здание школы № 194 (В 1960-х гг. — № 200). Дата обращения: 4 марта 2016. Архивировано 7 марта 2016 года.
7. ↑  Здание женской гимназии кн. Оболенской
8. ↑  История создания НИИ гриппа. Дата обращения: 4 марта 2016. Архивировано 4 марта 2016 года.
9. ↑  Евгений Михайлович Брумберг
10. ↑  Куренская Наталия Максимовна. Дата обращения: 4 марта 2016. Архивировано 4 марта 2016 года.
11. ↑  Аллергенспецифическая иммунотерапия. Дата обращения: 4 марта 2016. Архивировано 7 марта 2016 года.
12. ↑  Аллергологическая клиника профессора А. Д. Зисельсона. Дата обращения: 4 марта 2016. Архивировано 21 февраля 2016 года.
13. ↑  IQ — Consultancy. Дата обращения: 4 марта 2016. Архивировано 6 марта 2016 года.
14. ↑  История кафедры аллергологии и клинической фармакологии ФП и ДПО. Дата обращения: 4 марта 2016. Архивировано 10 марта 2016 года.